# Nnewi római katolikus egyházmegye
Az Nnewi egyházmegye (latinul: Dioecesis Nneviensis) római katolikus egyházmegye Nigéria déli részén, Nnewi központtal. Székesegyháza a Nagyboldogasszony-székesegyház.
Jelenlegi, alapító püspöke Hilary Paul Odili Okeke. Az egyházmegye az Onitshai főegyházmegye szuffragáneus egyházmegyéje.

## Története
Az egyházmegye 2001. november 9-én alakult meg az Onitshai főegyházmegye területéről való elválasztással.

## Szomszédos egyházmegyék
- Onitshai főegyházmegye (nyugat)
- Awkai egyházmegye (északkelet)
- Orlui egyházmegye (délkelet)
- Owerri főegyházmegye (dél)